# The Sword in the Stone (phim 1963)
Thanh gươm trong đá (tựa tiếng Anh: The Sword in the Stone) là bộ phim hoạt hình ca nhạc hài kịch kỳ ảo của Mỹ sản xuất bởi Walt Disney và công chiếu tại rạp vào ngày 25 tháng 12 năm 1963 bởi Buena Vista Distribution. Đây là phim hoạt hình Disney cuối cùng ra mắt trước khi Walt Disney qua đời. Anh em nhà Sherman viết và hòa âm các bài hát trong phim, những người về sau tiếp tục viết nhạc cho các phim Disney khác như Mary Poppins (1964), Cậu bé rừng xanh (1967), và Bedknobs and Broomsticks (1971).
Phim dựa trên tiểu thuyết cùng tên xuất bản năm 1938. Về sau tiểu thuyết được in lại năm 1958 dưới dạng phần đầu tiên của bộ tứ tiểu thuyết The Once and Future King của T. H. White.

## Cốt truyện
Sau khi vua Uther Pendragon mất mà không tìm ra người nối ngôi, một thanh kiếm thần kỳ xuất hiện cắm sâu vào một tảng đá ở London. Trên thanh kiếm ghi rõ rằng ai rút được kiếm ra khỏi đá sẽ là vua. Không ai rút được nó kể cả những trai tráng khỏe mạnh nhất. Thanh kiếm bị quên lãng, nước Anh không có vua và rơi vào thời trung cổ đen tối.
Nhiều năm sau, một cậu bé 12 tuổi, tên thường gọi là Wart "bay lạc" vào căn chòi của phù thủy Merlin nằm sâu trong rừng khi đang cố lấy lại một mũi tên trên thân cây cao. Merlin tự xưng là thầy của Wart và quyết "dạy dỗ" cậu để sẵn sàng cho một điều gì đó chờ đợi Wart trong tương lai. Bố nuôi cậu là Sir Ector dù không đồng ý lắm với điều này nhưng cũng chấp thuận vì sợ Merlin sẽ dùng phép thuật để chơi chiêu.
Bạn của Ector, Sir Pellinore, đến báo tin một cuộc thi cưỡi ngựa đấu thương thường niên năm nay sẽ tổ chức vào dịp tân niên tại London, và người chiến thắng sẽ được phong làm vua. Ector quyết đào tạo Kay, con ruột của ông, thành hiệp sĩ để tham gia và cậu con nuôi Wart sẽ được làm người hầu.
Merlin dạy dỗ Arthur bằng cách biến cậu thành nhiều con vật khác nhau và đi phiêu lưu trong những hình hài đó. Họ biến thành cá để học về phản lực và Arthur tự học thêm được rằng khi có hiểm nguy thì "trí não hơn cơ bắp", biến thành sóc để học về trọng lực, và Arthur lại vô tình học thêm về việc "nhìn trước khi nhảy".
Qua các bài học Arthur cảm thấy hứng thú và điều này gây ra mâu thuẫn giữa cậu với bố nuôi Ector, người có tư duy "đúng thời đại" và không tin những điều "vĩ mô" đến từ tương lai mà Merlin dạy cho Arthur. Vì quá bảo vệ cho Merlin, Arthur bị tước quyền làm hầu cho Kay và không được đi London.
Gạt đi nỗi buồn, Arthur và Merlin chuyển qua "đào tạo toàn thời gian" nhưng cậu bé thời trung cổ không thể nào nuốt nổi mấy thứ kiến thức đến từ tương lai. Con cú biết nói của Merlin, Archimedes, thì liên tục "bàn ra" và mỉa mai Merlin làm chuyện không tưởng. Merlin cáu, đẩy luôn Arthur cho Archimedes dạy.
Khi Arthur nói rằng mình đang tưởng tượng xem bay như chim thì nó thế nào. Merlin biến cậu thành chim và dạy cậu bay theo phương pháp... lý thuyết khô. Archimedes tiếp quản và dạy cậu bay theo cách dễ hiểu hơn nhưng cuối cùng thì Wart bay lạc vào căn chòi của Madam Mim, một phù thủy xấu và là đối thủ của Merlin. Merlin kịp thời ngăn Mim làm hại Arthur. Mim thách Merlin một trận đấu phù thủy tay đôi và ông nhận lời.
Trận đấu diễn ra trong rừng, hai đối thủ liên tục biến thành đủ các loại động vật để tiêu diệt nhau. Mim liên tục phá luật và chơi xấu khi chơi chiêu tàng hình, biến thành rồng,... vốn đã được giao kèo từ trước là không sử dụng. Quá biết đối thủ của mình, Merlin chơi đúng luật và xử Mim bằng độc chiêu từ thế kỷ xa xa sắp tới: con vi trùng. Mim bị bệnh te tua và chịu thua.
Đêm Giáng sinh, người hầu mới của Kay đổ bệnh và Ector buộc phải phục chức cho Arthur đi London. Merlin giận vì sau bao nhiêu điều đã học, Arthur vẫn cứ đi theo con đường trung cổ toàn đánh đấm và bạo lực. Merlin bỏ đi đến Bermuda.
Vào ngày thi đấu, Wart bỏ quên thanh kiếm của Kay trong quán rượu và phải chạy về lấy. Vì mọi người đã đi ra xem hội hết nên quán khóa cửa. Giữa tình thế nguy cấp, Wart chữa cháy bằng cách mượn tạm một thanh gươm cậu nhìn thấy bên đường, không để ý rằng đó chính là thanh gươm trong đá mà cậu (và chỉ một mình cậu ta) mới rút ra được. Đám đông tá hỏa khi thấy thanh gươm và đổ về chỗ hòn đá để xác minh sự việc. Sau khi Kay cắm lại thanh gươm vào đá và nhiều hiệp sĩ thử rút nhưng bất thành. Các hiệp sĩ lão thành động viên Wart lên rút thử. Chỉ có Arthur rút được thanh kiếm ra khỏi đá và được phong làm vua.
Phát hoảng trước cái định mệnh không biết ở đâu giáng xuống đầu mình, Arthur toan bỏ của chạy lấy người nhưng bất thành. Cùng đường bí lối cậu gọi Merlin đến cứu. Merlin bay về từ tương lai và kể cho cậu nghe cậu sẽ trở thành một vị vua vĩ đại như thế nào cũng như khuyến khích cậu chấp nhận định mệnh của mình.

## Diễn viên lồng tiếng
- Rickie Sorensen, Richard Reitherman, và Robert Reitherman vai Arthur, tên ở nhà là Wart. Đây là phiên bản của Disney về huyền thoại lãnh đạo nước Anh: Vua Arthur. Arthur được ba nghệ sĩ lồng tiếng khác nhau góp giọng, khiến cho giọng nói của nhân vật thay đổi rõ rệt giữa các phân cảnh.[3] Hơn nữa, cả giọng nói đều mang âm sắc Mỹ, tương phản rõ với nội dung cũng như các chất giọng Anh quốc khác trong phim.[3]
- Karl Swenson vai Merlin, một phù thủy huyền thoại đã dẫn dắt và dạy dỗ Arthur, chuẩn bị cậu cho định mệnh lẫy lừng của mình. Merlin được hoạt họa bởi nhiều nghệ sĩ của nhóm Nine Old Men, bao gồm Milt Kahl, Frank Thomas, Ollie Johnston, và John Lounsbery. Kahl đã thiết kế nhân vật, "tút lại" các bản phát thải của Bill Peet. Merlin có đẵc trưng là bộ râu dài khủng, chuyên vướng vào mấy thứ máy móc và một cặp kiếng. Ông là phù thủy quyền năng nhất thế giới.
- Junius Matthews vai Archimedes, con cú học rộng và khá cáu kỉnh của Merlin, biết nói và là cây hài của cả bộ phim. Archimedes bầu bạn với Arthur trong quá trình học hỏi và nhiều lần cứu cậu bé khỏi nguy hiểm. Archimedes ở lại với Arthur khi Merlin giận và bỏ đi Bermuda.
- Sebastian Cabot vai Sir Ector, người lãnh đạo lâu đài của vua Uther Pendragon và là cha nuôi của Arthur. Ông không tin vào ma thuật và không tán thành việc Merlin dạy dỗ Arthur. Tuy nhiên vì sợ Merlin dùng pháp thuật để chơi chiêu nên Ector đành chịu lép vế. Ngài Ector dù yêu quý Arthur nhưng vẫn nghiêm khắc với cậu. Cabot cũng góp giọng vào các khoảng dẫn truyện đầu và cuối phim.
- Norman Alden vai Sir Kay, con ruột của Ector và là anh trai nuôi của Arthur. Dù Kay rất tệ trong việc trở thành hiệp sĩ, Ector vẫn quyết tâm đào tạo cậu để mong cậu trở thành vua trong kỳ thi. Dù hay tỏ vẻ coi thường Arthur, Kay thực chất rất quan tâm lo lắng cho cậu em nuôi của mình.
- Martha Wentworth vai Madam Mim, một phù thủy đen lão luyện và là đối thủ của Merlin. Mim là vai phản diện duy nhất trong phim nằm trong danh sách các Kẻ ác Disney. Nhân vật được hoạt họa bởi hai huyền thoại Disney Nine Old Men là Milt Kahl (thiết kế nhân vật) và Frank Thomas. Kahl hoạt họa phần Mim gặp gỡ với Arthur còn Thomas xử lý phần Mim đại chiến với Merlin. Wentworth cũng tham gia lồng tiếng cho "Sóc bà bà", một con sóc sồn sồn "thả dê" Merlin khi ông và Arthur biến thành sóc.
- Alan Napier vai Sir Pellinore, một người bạn của Sir Ector.
- Thurl Ravenscroft vai Sir Bart, hiệp sĩ Đen, người nhận ra Arthur vừa rút được Thanh gươm trong đá.
- James MacDonald vai con sói.
- Ginny Tyler vai cô sóc cái nhỏ, vô tình "cảm nắng" Arthur khi cậu đang biến thành sóc. Khi biết Arthur là người, trái tim cô tan vỡ và cô khóc rất nhiều, dù Arthur đã cố xin lỗi.
- Barbara Jo Allen vai bà người hầu của Ector.

## Sản xuất
Năm 1939, Walt Disney nhận được tác quyền từ tác giả T. H. White để làm phim dựa trên cuốn The Sword in the Stone của ông, và các bản phác thảo ban đầu được thực hiện năm 1949. Khi phim Một trăm linh một chú chó đốm hoàn tất vào năm 1960, hai dự án được phát triển song song là Chanticleer và The Sword in the Stone. Chanticleer được phát triển bởi Ken Anderson và Marc Davis với mục tiêu sản xuất phim hoạt họa có bối cảnh hiện đại hơn. Cả hai đã tới kho lưu trữ của Disney, và quyết định chuyển thể câu chuyện trào phúng với tham khảo các ý tưởng trước đó đến tận những năm 40. Anderson, Davis, Milt Kahl, và đạo diễn Wolfgang Reitherman dành nhiều tháng chuẩn bị các phác họa tinh vi và tỉ mỉ cho Chanticleer. Trong buổi chiếu thử phác họa câu chuyện phim, đám đông những người đánh giá giữ im lặng, một giọng nói tuốt ở cuối phòng chỉ trích, "Anh không thể làm một con gà có tính cách được!". Giọng nói đó là Bill Peet. Khi phải chọn một trong hai dự án, Walt trả lời như tạt nước vào mặt Anderson rằng "Một chữ thôi!—C*t!" Trong khi đó, Thanh gươm trong đá được phát triển bởi một mình họa sĩ kỳ cựu Bill Peet. Sau khi Disney xem vở Broadway Camelot năm 1960, ông bật đèn xanh cho dự án thanh gươm trong đá. Ollie Johnston kể, "[Kahl] rất giận Bill vì không ủng hộ Chanticleer sau nhiều kỳ công ông đã đổ vào nó. Kahl nói, 'Tôi có thể vẽ một con gà rất tuyệt, anh biết chứ.' Bill trả lời, 'tôi cũng vậy.'" Peet nhớ lại "họ đã rất nhục khi phải nhận thua và nhường đường cho Thanh gươm trong đá...ông ấy đã cho họ đi con đường riêng, và họ làm ông thất vọng. Họ không hiểu rằng tôi không hề định bon chen với họ, chỉ đang cố làm việc mình thích làm. Tôi phải đứng giữa mấy cái sự ganh đua này, mà còn phải làm vừa lòng Walt nữa."
Trong hồi ký của mình, Peet quyết định viết kịch bản trước khi cho phác họa, dù cảm thấy phần dẫn chuyện "rắc rối, với huyền thoại vua Arthur bị đan xen với một tập hợp các giai thoại và huyền thoại khác", và cho rằng một mạch phim thẳng cần "sàng lọc và phân loại". Sau khi Walt nhận bản thảo đầu tiên của kịch bản, ông bảo Peet cần phải "chất" hơn. Với bản thảo lần hai, Peet kéo dài phim với nhiều khía cạnh bi từ câu chuyện gốc. Walt đã gọi điện từ Palm Springs, Florida để báo tin là ông đồng ý với bản thảo.

## Tiếp nhận
Thanh gươm trong đá thành công về mặt thương mại, trở thành phim có doanh thu cao thứ sáu năm 1963. Phim thu về 22,182,353 đô la ở thị trường Bắc Mỹ, earning estimated theatrical rentals of $4.75 million., tuy nhiên lại nhận được các ý kiến trái chiều từ giới phê bình, cho rằng phim quá "hài hước" và ít dẫn dắt. Rotten Tomatoes báo cáo có 72% nhà phê bình cho đánh giá tích cực dựa trên 25 ý kiến phê bình với điểm trung bình 6.1/10. Kết luận cho thấy "một nỗ lực tử tế để thể hiện huyền thoại vua Arthur, The Sword in the Stone tuy có hoạt họa chưa đột phá, nhưng các nhân vật vẫn đáng nhớ và hấp dẫn." Nell Minow từ Common Sense Media cho 4 trên 5 sao nhận xét rằng "một tác phẩm kinh điển làm sống lại huyền thoại vua Arthur".
Trong cuốn sách The Best of Disney, Neil Sinyard cho rằng dù phim không nổi tiếng như các tác phẩm khác, Thanh gươm trong đá có phần hoạt họa xuất sắc, bố cục phức tạp và triết lý hơn các phim Disney khác. Sinyard cho rằng Walt Disney thấy phần nào đó của ông trong nhân vật Merlin, và bà Mim "ghét ánh nắng trong lành" có lẽ ám chỉ giới phê bình.

### Giải thưởng
Phim được đề cử giải Oscar cho Nhạc phim xuất sắc nhất năm 1963, nhưng thua giải vào tay Irma La Douce.
Viện phim Mỹ đã đề cử Thanh gươm trong đá vào danh sách AFI Top 10 phim hoạt họa xuất sắc.

## Âm nhạc
Tất cả các ca khúc được viết bởi Robert B. Sherman và Richard M. Sherman.
| Mặt 1 | Mặt 1                                                     | Mặt 1      |
| STT   | Nhan đề                                                   | Thời lượng |
| ----- | --------------------------------------------------------- | ---------- |
| 1.    | "The Sword in the Stone" (Fred Darian)                    | 1:07       |
| 2.    | "Higitus Figitus" (Merlin)                                | 1:49       |
| 3.    | "That's What Makes the World Go Round" (Merlin và Arthur) | 2:21       |

| Mặt 2 | Mặt 2                                        | Mặt 2      |
| STT   | Nhan đề                                      | Thời lượng |
| ----- | -------------------------------------------- | ---------- |
| 4.    | "A Most Befuddling Thing" (Merlin)           | 1:07       |
| 5.    | "Mad Madam Mim" (Mim)                        | 2:10       |
| 6.    | "Blue Oak Tree" (Sir Ector và Sir Pellinore) | 0:50       |

Các bài hát không sử dụng trong phim
- "The Magic Key"
- "The Sand of Time"

## Giải trí tại gia
Thanh gươm trong đá phát hành bản VHS hai lần. Một lần đầu năm 1986, là một phần của bộ sưu tập Walt Disney Classics collection và một lần nữa ngày 12 tháng 7 năm 1991. Phim tái bản trên VHS ngày 28 tháng 10 năm 1994. Nó được lần đầu phát hành trên DVD ngày 20 tháng 3 năm 2001 trong bộ sưu tập Walt Disney Gold Classic Collection với thêm hai video bonus: A Knight for a Day và Brave Little Tailor, cùng với các thông tin về phim và một tập Disneyland tựa đề "All About Magic". Bản DVD đặc biệt kỷ niệm 45 năm phát hành ngày 17 tháng 6 năm 2008. Phiên bản này có thêm game "Merlin's Magical Academy". Nhân dịp kỷ niệm 50 năm, phim phát hành bản Blu-ray ngày 6 tháng 8 năm 2013.

## Trong các phương tiện khác
Nhiều nhân vật trong phim thường xuyên xuất hiện trong Disney's House of Mouse. Merlin được lồng tiếng bởi Hamilton Camp. Madam Mim cũng tham gia với vai phản diện trong Mickey's House of Villains. Merlin thường xuất hiện tại Disney Parks, là nhân vật duy nhất tham gia hoạt động meet-and-greets tại Disneyland Resort và Walt Disney World Resort. Ông cũng xuất hiện trong tiết mục mở màn Walt Disney's Parade of Dreams tại Disneyland Park, cầm trịch buổi The Sword in the Stone tại công trình King Arthur Carrousel ở Fantasyland, Disneyland. Năm 2014 và 2015, Chỉ thị y tế Change4Life của Anh dùng bài hát "Higitus Figitus" để quảng bá chương trình mùa hè "10 minute shake up" do Disney tài trợ.

### Truyện tranh
Madam Mim được đưa vào Vũ trụ Vịt và đôi lúc nhập bọn với Magica De Spell và Beagle Boys. Bà cũng hay xuất hiện trong Vũ trụ chuột Mickey cùng với Black Pete và Phantom Blot. Mim nhiều lần "cảm nắng" Thuyền trưởng Hook; trong các truyện khác, với Phantom Blot. Trong nhiều tranh truyện Disney tại châu Âu, Mim đôi khi bớt ác và có vẻ lịch sự hơn.
Mim xuất hiện trong nhiều truyện tranh sản xuất tại Mỹ bởi Studio Program trong những năm 1960 và 1970, thường đi hỗ trợ Magica. Nhiều truyện này được xuất bản ở châu Âu và Nam Mỹ. Các họa sĩ nổi bật có thể kể đến như Jim Fletcher, Tony Strobl, Wolfgang Schäfer, và Katja Schäfer. Nhiều nhân vật mới được giới thiệu, bao gồm Samson Hex, học việc của Mim và Magica.

### Trò chơi điện tử
Madam Mim xuất hiện trong game World of Illusion và là trùm thứ tư của game.
Merlin là nhân vật phụ trong series game Kingdom Hearts, lồng tiếng bởi Jeff Bennett trong Kingdom Hearts II. Trong game, Merlin sống trong căn lều hoang tại thị trấn Traverse với mẹ đỡ đầu của Lọ Lem, được vua Mickey cử đi hỗ trợ Sora, Donald, và Goofy trong các vấn đề về ma thuật. Ông có một cuốn sách cũ về cánh rừng Trăm Mẫu nơi Winnie the Pooh sinh sống. Khi cuốn sách bị sứt gáy và các trang giấy bay rải rác khắp vũ trụ, Merlin nhờ Sora đi tìm chúng. Ông tái xuất trong Kingdom Hearts: Chain of Memories, trong trí tưởng tượng về quá khứ của Sora. Trong Kingdom Hearts II, Merlin chuyển tới Hollow Bastion để giúp nhóm của Leon trong vai trò là thành viên của Hội đồng tái lập thị trấn, đối lập với Cid, người thiên về khả năng tin học lão luyện của mình hơn ma thuật của Merlin. Merlin lần nữa hướng dẫn Sora, Donald và Goofy, và tiếp tục nhờ họ đi tìm các phần bị mất của cuốn sách của Pooh. Tại một thời điểm trong game, ông được triệu hồi về lâu đài Disney bởi Minnie để đối phó với Maleficent, và xây một cánh cổng dẫn về quá khứ của tòa lâu đài (Timeless River) để bộ ba nhân vật chính khám phá và ngăn chặn kế hoạch của Maleficent và Pete. Trong Kingdom Hearts Birth by Sleep, Merlin gặp Terra, Aqua và Ventus, và cho họ quyền đi vào khu rừng Trăm Mẫu. Phần này cũng cho biết rằng Terra là người trao cho ông cuốn sách sau khi tìm thấy nó trong vườn Radiant. Theo nhà sáng tạo game Tetsuya Nomura, một thế giới dựa theo phim Thanh gươm trong đá đáng lẽ xuất hiện trong Kingdom Hearts 3D: Dream Drop Distance, nhưng ý tưởng bị hủy bỏ.

### Phim điện ảnh
Theo The Hollywood Reporter, Disney đang phát triển một phiên bản điện ảnh người đóng của Thanh gươm trong đá với Bryan Cogman biên kịch và Brigham Taylor sản xuất.